# Jeziorko (Gromadzice)
Jeziorko – część wsi Gromadzice w Polsce, położona w województwie świętokrzyskim, w powiecie ostrowieckim, w gminie Bodzechów.
W latach 1975–1998 Jeziorko administracyjnie należało do województwa kieleckiego.